# Natschbach-Loipersbach
Natschbach-Loipersbach è un comune austriaco di 1 721 abitanti nel distretto di Neunkirchen, in Bassa Austria. È stato istituito nel 1970 con la fusione dei comuni soppressi di Loipersbach e Natschbach e nel 1972 ha inglobato l'altro comune soppresso di Lindgrub; capoluogo comunale è Natschbach.

## Amministrazione

### Gemellaggi
- Cornuda[senza fonte]